# Guðmundur Þorgeirsson
Guðmundur Þorgeirsson fue un lagman (lögsögumaður) de Islandia en el siglo XII. Guðmundur fue elegido para su cargo de 1123 hasta 1134. A diferencia de otros lagman se desconoce su clan familiar pero según Jón Sigurðsson procedía del norte de la isla. Su conocimiento del Grágás era amplio y aportó varias innovaciones. En el primer año de su mandato se promulgaron las primeras leyes eclesiásticas islandesas.